# Вулиця Антонича (Львів)
Ву́лиця Анто́нича — вулиця у Сихівському районі міста Львова, в місцевості Сихів. Сполучає вулиці Коломийську та Вернадського. Прилучаються вулиці Майданна та Трильовського.

## Історія
Вулиця виникла у 1989 році під сучасною назвою на пошану українського поета Богдана-Ігоря Антонича.

## Забудова
Забудова вулиці Богдана-Ігоря Антонича багатоповерхова 1980—1990-х та 2010-х років, промислова.
№ 3 — житловий комплекс «Сихівська Вежа» (забудовник ПрАТ «Ірокс»), що складається із 3 багатоквартирних будинків, які здаються поетапно. Перший будинок має 3 поверхи, що наприкінці 2015 року зданий в експлуатацію. Другий будинок складається із 8 секцій та має 11 поверхів, у 2018 році будуть повністю підключені усі комунікації та будинок буде зданий в експлуатацію. Третій будинок також 11-поверховий складається із 3 секцій, на сьогодні тут активно ведуться будівельні роботи.
У внутрішньому дворі між будинками буде облаштований великий дитячий майданчик, а під ним збудований сучасний підземний паркінг. На цокольному поверсі у будинках розташовані комерційні приміщення.
№ 5 — церква Благовіщення Пресвятої Богородиці ПЦУ, розташована при перетині вулиць Богдана-Ігоря Антонича та Майданної. 29 вересня 2013 року митрополит Львівський і Сокальський УПЦ КП Димитрій освятив хрест під майбутнє будівництво храму. 31 серпня 2014 року Владика Димитрій освятив уже сам храм на честь Благовіщення Пресвятої Богородиці. Того ж дня у новоосвяченому храмі відбулася перша літургія. Поруч з храмом встановлено найбільшу в Україні фігуру Матері Божої загальною висотою близько 16 метрів, з них власне скульптура має 6 метрів (автор — відомий львівський скульптор Юліан Савка).
№ 6 — магазин самообслуговування торговельної мережі «Близенько».
№ 10 — житловий багатоквартирний будинок, на першому поверсі якого містяться стоматологічна клініка «Марідент» та салон краси «Камелія».